# Frode Sørensen (cykelrytter)
 For alternative betydninger, se Frode Sørensen. (Se også artikler, som begynder med Frode Sørensen)
Frode Otto Sørensen (født 8. februar 1912 i København, død 1. august 1980 i Bromma, Sverige) var en dansk cykelrytter, som deltog i de olympiske lege 1932 i Los Angeles og 1936 i Berlin.

## Karriere
Frode Sørensen opnåede sit første store resultat, da han blev dansk mester i landevejscykling i 1931. Han blev også dansk mester i 1932, 1935, 1936 og 1938. Sørensen opnåede individuelle top ti placeringer ved VM i landevejscykling i 1931, 1934 og 1935, inden han satte kronen på værket med en sølvmedalje ved VM på hjemmebane i 1937.
Sørensen vandt en sølvmedalje i landevejscykling i holdløbet under OL 1932 i Los Angeles. Han var med på det danske hold som kom på en andenplads efter Italien. De andre på holdet var Henry Hansen og Leo Nielsen. Han deltog også i det individuelle løb, hvor han blev nummer fem.
Ved legene i 1936 blev Sørensen bedste dansker på en delt 12. plads i det individuelle løb. Holdløbet blev afviklet sammen med det individuelle løb, hvor tiderne for de tre bedste ryttere fra hvert land talte med. Da kun en af danskerne ud over Sørensen gennemførte, opnåede Danmark ikke nogen officiel placering.
I 1935-1937 var han med til at blive nordisk mester i landevejsholdløbet. I 1942 blev han professionel på det tyske hold Presto.